# Etisus utilis
Etisus utilis is een krabbensoort uit de familie van de Xanthidae. De wetenschappelijke naam van de soort is voor het eerst geldig gepubliceerd in 1853 door Jacquinot, in Jacquinot & Lucas.